# Дробовик

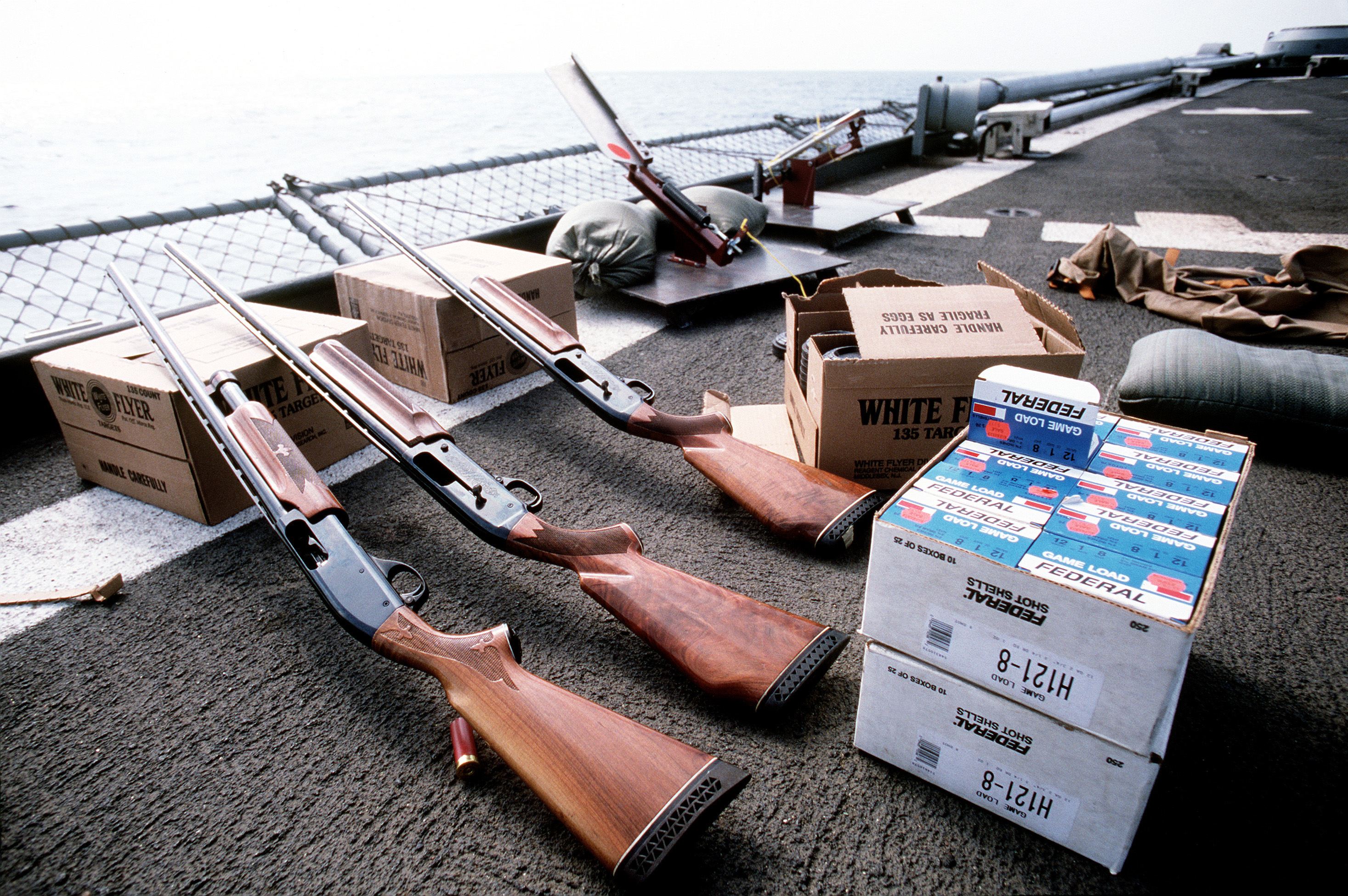
Remington 870 і дві моделі Remington 1100

Дробови́к, розм. дробі́вка — мисливська (або бойова) рушниця для стрільби дробом.
Дріб та картеч являють собою металеві кульки різних діаметрів, якими користуються для враження цілі. Ці кульки мають достатню вагу для збереження вбивчої сили, досить тверді, аби не деформуватися у момент пострілу і при проходженні в каналі ствола, мати правильну кулеподібну форму та однаковий діаметр для поліпшення бою, добре відполіровані, аби не псувати канал ствола.[джерело?]